# Aligarh (distrikt)
Aligarh (hindi: अलीगढ़ ज़िला, urdu: علی گڑھ ‏ضلع) er et distrikt i den indiske delstaten Uttar Pradesh. Distriktets hovedstad er Aligarh.

## Demografi
Ved folketællingen i 2011 var der 3.673.849 indbyggere i distriktet, mod 2.992.286 i 2001. Den urbane befolkning udgør 33,11 % af befolkningen.
Børn i alderen 0 til 6 år udgjorde 15,12 % i 2011 mod 18,81 % i 2001. Antallet af piger i den alderen per tusinde drenge er 885 i 2011.